# Otto Bang-Haas
Otto Bang-Haas, född 20 januari 1882, i Dresden, Tyskland, död 30 juli 1948, i Dresden, var en tysk entomolog och insektshandlare.

## Biografi
Otto Bang-Haas var son till den danske samlaren av små fjärilar och senare insektshandlaren Andreas Bang-Haas (1846–1925). Företaget "Staudinger & Bang-Haas", som drevs vidare av Andreas Bang-Haas efter Otto Staudingers död, överfördes 1913 till Otto Bang-Haas, som därefter var ensam ägare. Han drev företaget fram till sin död, då upplöstes den 30 september 1948. År 1941 instiftade Otto Bang-Haas, tillsammans med Adolf Müller och Manfred Koch, en medalj benämnd efter Johann Christian Fabricius, som delas ut i enlighet med stadgarna till författaren till årets bästa tyskspråkiga entomologiska publikation eller till en särskilt förtjänt tysktalande forskare för deras fullständiga verk. Fabriciusmedaljen delas ut än idag och utdelningen genomförs av Deutsche Gesellschaft für allgemeine und angewandte Entomologie regelbundet varje udda år sedan 1989.
Bang-Haas har beskrivit många insektsarter. I zooologisk litteratur förkortas hans namn vanligtvis som "Bang-Haas".

## Legacy
Den privata skalbaggesamlingen (Scarabaeidae of the world och Staphylinidae of the Filippinerna, fastställd av Bernhauer) överlämnades till Museo di storia naturale Giacomo Doria i Genua. Företagets samling av palearktiska fjärilar togs över av företaget H. Kotzsch efter Bang-Haas död och kom 1961 till Museum für Tierkunde Dresden. Skalbaggarna, hymenoptera, halvvingar och raka skalbaggar i företagssamlingen lämnades till Werner Heinz Muche.